# Makrona
Makrona är ett berg i Cypern.   Det ligger i distriktet Eparchía Páfou, i den västra delen av landet, 90 km sydväst om huvudstaden Nicosia. Toppen på Makrona är 569 meter över havet, eller 71 meter över den omgivande terrängen. Bredden vid basen är 2,4 km. Makrona ligger på ön Cypern.
Terrängen runt Makrona är huvudsakligen kuperad.Trakten runt Makrona är ganska glesbefolkad, med 25 invånare per kvadratkilometer. Närmaste större samhälle är Pafos, 8,1 km sydväst om Makrona. Trakten runt Makrona består till största delen av jordbruksmark.